# Amalie geht mit’m Gummikavalier
Amalie geht mit’m Gummikavalier lautet der Kehrreim eines Onestep-Liedes, zu dem der Leipziger Schlager- und Revuekomponist Siegwart Ehrlich Musik und Text schrieb und 1927 im Rondo-Verlag Berlin veröffentlichte. Das zweistrophige  Lied wird als Sommer- bzw. Badesaison-Schlager klassifiziert. Das Lied fand in der Revue Streng verboten! Verwendung, die James Klein 1927 in der Komischen Oper Berlin zur Aufführung brachte.

## Kehrreim
Amalie geht mit 'nem Gummikavalier,
mit 'nem Gummikavalier ins Bad.
Amalie geht mit 'nem Gummikavalier,
mit 'nem Gummikavalier ins Bad.
Und sie pustet, und sie bläst ihn auf geschwinde,
an der Nordsee, Ostsee, Wannsee, Swinemünde.
Amalie geht mit 'nem Gummikavalier,
mit 'nem Gummikavalier ins Bad.

## Hintergrund
Der Titel tönt schlüpfriger als er ist, denn unter einem Gummikavalier verstand man in den 1920er Jahren lediglich eine aufblasbare Schwimmhilfe.
Zur Entstehungszeit wurde Amalie... von namhaften Orchestern der späten Weimarer Republik wie Dajos Béla, Paul Godwin oder Gabriel Formiggini auf Grammophonplatten gespielt; der Vortragskünstler Engelbert Milde sang es mit dem „Odeon“ Tanz-Orchester ohne Nennung seines Namens auf dem Etikett. Auch im Ausland war das Stück erfolgreich; so nahm es etwa in Polen der Bandleader Henryk Gold mit seinem Jazzorchester für das Plattenlabel Syrena auf.
Das Lied wurde auch noch nach 1945 geschätzt und von verschiedenen Künstlern ins Repertoire genommen, darunter von den Dixie-Kavalieren, den Münchener Konzertschrammeln um Lothar Lägel, von Max Raabe mit seinem Palastorchester und dem finnischen Popkünstler Mauri Antero Numminen und seinem Rustikalen Neo-Jazzorchester.
Der Männergesangverein Berliner Hymnentafel setzte Amalie geht mit ’m Gummikavalier zu seinem 30-jährigen Bestehen 2004 aufs Programm.

## Notenausgaben
- c, Text und Musik von Siegwart Ehrlich. Aus der Revue: Streng verboten ! Komische Oper. Rondo-Verlag Berlin. Druck: Berliner Musikalien Druckerei GmbH. [1927]
- Amalie geht mit 'nem Gummikavalier. By Lotte Hane. By Siegwart Ehrlich. Popular music. With Language: German. Published by Noten Roehr. Item Number: NR.84957. Text: Siegwart Ehrlich.[13]

## Tondokumente
- Amalie geht mit’m Gummikavalier. One-Step (Siegwart Ehrlich)  Paul Godwin mit seinem Künstler-Ensemble und Refraingesang, Grammophon 20 902 / B 47 714 (Matr.  ?     )[14]
- Amalie geht mit’m Gummikavalier. One-Step (Siegwart Ehrlich) Odeon Tanz-Orchester mit Gesang [=  Engelbert Milde uncredited] Odeon O-2170 (Matr. Be 5810), aufgen. August 1927[15]
- Amalie geht mit’m Gummikavalier. One-Step (Siegwart Ehrlich) Tanz-Orchester Dajos Béla. Odeon O-2177 b (Matr. Be 5863), aufgen. am 21. Juni 1927[16]
- Amalie geht mit’m Gummikavalier. Foxtrot (S. Ehrlich) Gabriel Formiggini mit seinem Orchester, mit Refraingesang. Vox 8525 (Matr. 1968 BB)[17]
- Amalie geht mit’m Gummikavalier. One-Step (Siegwart Ehrlich) Homocord-Orchester mit Refraingesang. Homocord 4-2370 (Matr. M 19 361)[18]
- Amalie geht mitn Gummikavalier. One-step (Ehrlich) Tanzorchester mit Gesang. Derby braun H-638 a (Matr. 638 A) im wax “w”[19]
- “Amalie geiht mit’m Gummikavalier” One-Step (Siegwart - Ehrlich) Tanz Orchester Henry Gold.[sic] Syrena Record 6002 (Matr. 18 690), nagr. Warszawa 1928[20]

Notenrolle:
- EMPECO, Firma „Michael, Preuß & Co.“ (Serienrolle D 143) (um 1927)[21]